# Els àngels de la guarda
Els àngels de la guarda (títol original: Les Anges gardiens) és una pel·lícula francesa dirigida per Jean-Marie Poiré, estrenada l'any 1995. En la seva estrena, era el film francès dirigida amb el més gran pressupost de l'any. Va obtenir també el segon lloc al box-office francès de 1995 darrere de Les Trois Frères de Bernard Campan i de Didier Bourdon. Ha estat doblada al català.

## Argument
Dos individus totalment oposats es troben malgrat ells encantats amb el seu àngel de la guarda: l'un, Carco, delinqüent egoista reconvertit, ha de portar de Hong Kong el fill d'un amic traficant però sobretot per passar 40 milions de dòlars en bons robats: l'altre, un capellà, el pare Tarain, honest i bondadós, torna d'un curs educatiu amb un grup de joves en dificultat.

## Repartiment
- Gérard Depardieu: Antoine Mérignac/Carco / La "bona consciència"
- Christian Teclat: el pare Hervé Tarain / La "mala consciència"
- Eva Grimaldi: Regina Podi
- Laurent Gendron: Lucky, el germà d'Antoine
- Jennifer Herrera: Luna
- Yves Rénier: Yvon Radmilo, anomenada « La Pince »
- Alexandre Nguyen: Bao Radmilo
- Ludivine Pras: donzella d'honor
- Jean Campió: l'avi d'Hervé Tarain (« bon papà »)
- Olivier Achard: Jean-Luc Tarain
- Anna Gaylor: la mare d'Hervé
- Julien Courbey: Jérôme
- Eva Herzigová: Tchouk Tchouk Torró
- Francis Lemaire: Professor Georges Van den Berg
- Jean-Henri Compère: Bob Vandick, pintor i antic company de Lily Wang
- Dorothée Pousséo: una ballarina
- Laurent Jaubert: Rachid

## Al voltant de la pel·lícula
- Quan Carco i el pare Tarain estan dormint en un hotel a Brussel·les, el capellà fa de tot per fer callar el roncar de l'home de negocis (xiular, picar de mans per finalment despertar-lo de cop tapant-li el nas). Es tracta d'una referència a La gran gresca on Stanislas Lefort (Louis de Funès) intentava aturar els roncs del major Achbach (Benno Sterzenbach)
- Es poden veure igualment un nombre molt important de marques de productes (visibles o citats) al llarg del film (Leffe, Stella, Berluti, Toyota, Schnaps, Tourtelle, Jaguar, Bmw, Twingo, Mars, M&m's, Bounty, GB, Solo, Araldite, Schnaps, La Espadon, Avis, Europcar, Hertz, Budget, Eurorent, Samsung, etc.)
- Es fa una picada d'ull a dos dels productors del film, Alain Terzian i Patrice Ledoux: se sent el seu cognom als anuncis de l'aeroport i el nom del segon quan el pare Tarain ha de contactar un cert doctor Ledoux.
- Al començament del film quan Carco entra enfadat a la porteria de Régina, se sent un troç de la cançó Passion For War/Love d'Eric Levi, música present a la BO del film L'Operació Corned-Beef (també de Jean-Marie Poiré).
- Hi ha nombroses similituds amb Les Visiteurs: l'oposició entre Tarain i el seu àngel (Jacquard / Jacquouille), el groom violentament despatxat fora de l'habitació d'hotel, la desaparició dels àngels (que recorda les transformacions de Godefroy i Jacquouille quan viatgen en el temps)

## Nominació
- Nominació al César del millor productor per Alain Terzian

## Crítica
- "Tan lleugera d'acudits com espessa d'idees"[3]
- "Fa passar una bona estona"[4]